# Amtsgericht Coswig
Das Amtsgericht Coswig war von 1879 bis 1945 ein Amtsgericht im Herzogtum und Freistaat Anhalt mit Sitz in Coswig.

## Geschichte
Im Herzogtum Anhalt bestand in Zerbst das Kreisgericht Zerbst (mit der Kreisgerichtskommission Coswig) als Gericht erster und das Oberlandesgericht Dessau als Gericht zweiter Instanz.
Nach der Einführung der Reichsjustizgesetze 1879 entstand reichsweit eine neue Gerichtsstruktur. An der Spitze des Instanzenzugs stand nun das Reichsgericht, dem das gemeinsame Oberlandesgericht Naumburg nachgeordnet war. Das Herzogtum Anhalt bildete den Sprengel des Landgerichts Dessau. Unter den elf Amtsgerichten dieses Landgerichtes befand sich unter anderem das Amtsgericht Coswig. Die bisherigen Gerichte wurden aufgehoben.
Am Gericht bestand 1880 eine Richterstelle. Sein Sprengel umfasste 8651 Gerichtseingesessene. Das Amtsgericht war damit ein kleines Amtsgericht im Landgerichtsbezirk.
Zum Ende des Zweiten Weltkrieges wurde das Amtsgericht stillgelegt und nach dem Krieg nicht wieder eröffnet.